# Potassic-ferro-sadanagaite
La potassic-ferro-sadanagaite (simbolo IMA: Pfsdg) è un minerale molto raro del supergruppo dell'anfibolo, all'interno del quale viene collocato nel "gruppo degli anfiboli con W(OH,F,Cl)-dominante" e da lì al sottogruppo degli anfiboli di calcio dove occupa un posto nel "gruppo contenente la radice sadanagaite nel nome"; essendo un anfibolo, appartiene agli inosilicati e pertanto alla famiglia minerale dei "silicati", e possiede composizione chimica KCa2(Fe2+3Al2)(Si5Al3)O22(OH)2.
La potassic-ferro-sadanagaite è definita con:
- potassio dominante in posizione A
- catione ferro ferroso (Fe2+) dominante in posizione C2+
- catione alluminio trivalente dominante in posizione C3+
- gruppo ossidrile OH dominante in posizione W.

## Etimologia e storia
La potassic-ferro-sadanagaite era stata chiamata sadanagaite nel 1984 e successivamente, nel 1997, potassic-sadanagaite; il nome attuale è dovuto alla ridefinizione della nomenclatura degli anfiboli del 2012.
Il nome radice, sadanagaite, è in onore di Ryoichi Sadanaga, professore emerito dell'Università di Tokyo.

## Classificazione
La classica nona edizione della sistematica dei minerali di Strunz, aggiornata dall'Associazione Mineralogica Internazionale (IMA) fino al 2009, elenca la potassic-ferro-sadanagaite come potassicsadanagaite nella classe "9. Silicati (germanati)" e da lì nella sottoclasse "9.D Inosilicati"; questa viene suddivisa più finemente in base alla struttura del minerale, in modo tale che la potassic-ferro-sadanagaite possa essere trovata nella sezione "9.DE Inosilicati con catene doppie di periodo 2, Si4O11; clinoanfiboli" dove forma il sistema nº 9.DE.10.
Tale classificazione viene in piccola parte rivista nell'edizione successiva, proseguita dal database "mindat.org" e chiamata Classificazione Strunz-mindat, dove la potassic-ferro-sadanagaite occupa i medesimi classe, sottoclasse e sezione della nona edizione, per poi venire smistata nel sistema nº 9.DE.15.
Anche la classificazione dei minerali secondo Dana, usata principalmente nel mondo anglosassone, elenca la potassic-ferro-sadanagaite nella famiglia dei "silicati", qui è nella classe degli "inosilicati: catene doppie non ramificate, W=2" e nella sottoclasse degli "inosilicati: catene doppie non ramificate, configurazione anfibolo W=2" dove forma il "gruppo 2, Anfiboli di calcio" con il sistema nº 66.01.03a.

## Abito cristallino
La potassic-ferro-sadanagaite cristallizza nel sistema monoclino nel gruppo spaziale C2 (gruppo nº 5), Cm (gruppo nº 8) oppure C2/m (gruppo nº 12) con le costanti di reticolo a = 9,922(10) Å, b = 18,03(2) Å, c = 5,352(9) Å e β = 105,30(10)°, oltre ad avere 2 unità di formula per cella unitaria.

## Origine e giacitura
La potassic-ferro-sadanagaite è stata trovata in skarn ricchi di alluminio, titanio e ferro in strati di calcare ricristallizzato, che formano bande con vesuvianite, spinello-ercinite, titanite, ilmenite e apatite, oltre che magnetite e perovskite.
Il minerale è molto raro ed è stato trovato solo in pochi siti: la sua località tipo, l'isola di Yuge nella prefettura di Ehime  e nell'area di Neo presso Motosu (prefettura di Gifu), entrambe in Giappone.
Altri siti sono il massiccio di Birkhin nell'oblast' di Irkutsk (Russia) ed è in fase di indagine un ritrovamento nelle aree di Somanya，Kpong e Pore nel distretto di Asuogyaman (Ghana).

## Forma in cui si presenta in natura
La potassic-ferro-sadanagaite è stata trovata sotto forma di cristalli prismatici isolati lunghi fino a un millimetro o aggregati policristallini.
La potassic-ferro-sadanagaite possiede lucentezza vitrea e colore da marrone scuro a nero, mentre il colore dello striscio è marrone molto chiaro.

## Minerali correlati
Analoghi alla potassic-ferro-sadanagaite sono alcuni anfiboli non ancora approvati dall'Associazione Mineralogica Internazionale:
- potassic-cloro-sadanagaite. Possiede il catione magnesio bivalente dominante in posizione C2+ (anziché ferro ferroso) e cloro come anione dominante in posizione W (anziché l'ossidrile OH). La sua composizione chimica è {K}{Ca2}{Mg3Al2}(Al3Si5O22)Cl2[15]
- ferro-cloro-sadanagaite. Possiede la stessa composizione chimica della potassic-cloro-sadanagaite, ma sembra con un contenuto in ferro maggiore.[16]
- potassic-ferro-cloro-sadanagaite. È identica alla potassic-ferro-sadanagaite, con l'eccezione dell'anione cloro dominante in posizione W. La sua composizione chimica è {K}{Ca2}Fe(Al3Si5O22)Cl2.[17]
- potassic-ferri-sadanagaite. Rispetto alla potassic-ferro-sadanagaite presenta i cationi magnesio bivalente dominante in posizione C2+ (anziché ferro ferroso) e ferro ferrico Fe3+ dominante in posizione C3+ al posto dell'alluminio; possiede pertanto composizione chimica {K}{Ca2}{Mg3Fe3+2}(Al3Si5O22)(OH)2.[18]